# 二十歳のころ (アルバム)
『二十歳のころ』（はたちのころ）は、1999年5月21日にリリースされたhàlの3枚目のフルアルバム。CDコードはVICL-60378。

## 解説
- シアトル在住の重鎮プロデューサー、スティーヴ・フィスク（Steve Fisk）を招いて、全編シアトルでレコーディングされた。hàlとスティーヴのタッグでレコーディング作業が進められた。
- Dragon Ashの降谷建志、くるりの岸田繁、丸木戸定男（曽我部恵一）、Nick Saloman（The Bevis Frond）らからの提供曲も収録している。
- 初回限定盤のみ布張りジャケット仕様とうたわれているが、現在までに通常盤の出荷は確認されていない。
- 20トラック目にはシークレットトラックが収録されている。
- hàlいわく、本作はかなりの自信をもってリリースしたとのことだが、セールス的には振るわず、その後1年間はアルバムのリリースがない状態が続いた。

## 収録曲
1. LOVE FOR LIFE
  - 作詞：hàl／作曲：Nick Saloman
2. 二十歳のころ
  - 作詞・作曲：丸木戸定男
3. NORMAN
  - 作詞：大橋伸行、hàl／作曲：大橋伸行
4. 痛みの果て
  - 作詞・作曲：降谷建志
5. 温度
  - 作詞・作曲：hàl
6. 19
  - 作詞・作曲：岸田繁
7. 終わった恋の唄 SEA. ver.
  - 作詞・作曲：hàl
8. 生きていたい
  - 作詞・作曲：hàl
9. 優しい光
  - 作詞・作曲：hàl
10. SPACE NEEDLE
  - 作詞・作曲：hàl
11. 海で聴いた歌2
  - 作詞・作曲：hàl
  - 全編曲：hàl、Steve Fisk